# Liste von Burgen und Schlössern in Thüringen
Die Liste von Burgen und Schlössern in Thüringen umfasst eine Vielzahl von Burgen und Schlössern auf dem Gebiet des heutigen deutschen Bundeslandes Thüringen. Diese zum Teil auf eine 1000-jährige Geschichte zurückblickenden Bauten waren Schauplatz historischer Ereignisse, Wirkungsstätte bekannter Persönlichkeiten und sind häufig noch heute imposante Gebäude. Nicht aufgeführt sind Zier- und Nachbauten, die nie als Wohngebäude oder zur Verteidigung genutzt wurden.
Die Liste ist alphabetisch nach Landkreisen geordnet.
2019 waren 56 Schlösser in Thüringen als gefährdet verzeichnet, 2014 waren es nur 16.

## Erfurt
| Bild | Name                                                   | Ort / Lage               | Typ                             | Bemerkungen |
| ---- | ------------------------------------------------------ | ------------------------ | ------------------------------- | --- |
|      | Blosenburg                                             | Melchendorf Lage         | Wallburg                        | Zeitstellung unbekannt |
|      | Zitadelle Cyriaksburg                                  | Brühlervorstadt Lage     | Zitadelle                       | |
|      | Klostergut                                             | Alach                    | Klostergut                      | 1004 erstmals erwähnt. Gotische Kapelle als Gebäudeteil. 2023 infolge einer „Sanierung“ abgetragen.                                             |
|      | Erfurter Bischofsburg mit Bonifatiusturm und Krummhaus | Domberg                  | Domburg                         | Bis auf einen zweistöckigen Turm (Bonifatiusturm) nicht mehr erhalten.                                                                          |
|      | Marienburg (Weiße Burg)                                | Hochheim Lage            | Wallburg                        | Funde der Anlage reichen von der Bronzezeit bis ins Mittelalter.                                                                                |
|      | Burg Möbisburg                                         | Möbisburg Lage           | Frühmittelalterliche Burganlage | In der nur noch als Wallburg erhaltenen Anlage befindet sich die gleichnamige Kirche und ein Friedhof, 1160 wurde die Burg als wüst bezeichnet. |
|      | Schloss Molsdorf                                       | Molsdorf Lage            | Schloss                         | |
|      | Zitadelle Petersberg                                   | Altstadt Lage            | Zitadelle                       | Die Zitadelle wurde 1665 errichtet. Zuvor Standort einer mittelalterlichen Burg.                                                                |
|      | Schloss Stedten                                        | Stedten an der Gera Lage | Schloss                         | 1949 abgerissen |
|      | Wasserburg Stotternheim                                | Stotternheim             | Wasserburg                      | Östlich von Stotternheim und sieben Kilometer nördlich der Stadt Erfurt lag die Wasserburg in der grundwassernahen Aue der Gera.                |
|      | Burg Vieselbach                                        | Vieselbach               | Burg                            | Keine Reste mehr erhalten. |
|      | Forsthaus Willroda                                     | Egstedt Lage             | Rittergut, Wasserburg           | Das Rittergut geht auf eine Anlage aus dem 11. Jahrhundert zurück. Das erste Mal erwähnt wurde das Rittergut im Jahre 1204.                     |

## Gera
| Bild | Name                                            | Ort / Lage                       | Typ                                             | Bemerkungen |
| ---- | ----------------------------------------------- | -------------------------------- | ----------------------------------------------- | --- |
|      | Dornaer Schanze                                 | Gera-Dorna                       | frühmittelalterliche Wallburg, Turmhügelburg    | nordwestlich des Ortes auf Bergvorsprung östlich des Negisbaches aber nördlich von Brahmetal gelegen. |
|      | Rittergut Dorna                                 | Gera-Dorna                       | Rittergut                                       | Reste im Ort erhalten |
|      | Orangerie                                       | Gera-Untermhaus Lage             | Orangerie                                       | Die Orangerie wurde von 1729 bis 1732 erbaut. Zum Ende des Zweiten Weltkriegs wurde die Orangerie stark beschädigt. Seit 1972 beherbergt sie die Kunstsammlung Gera.                                                        |
|      | Schloss Osterstein                              | Gera-Untermhaus Lage             | Schloss                                         | |
|      | Kammergut des Schlosses Osterstein              | Gera-Untermhaus                  | Vorwerk des Schlosses                           | etliche Gebäude erhalten. Denkmalensemble „Alt-Untermhaus“ |
|      | ehem. Stadtburg Gera (untere Burg, Wasserburg?) |                                  | abgegangene Burg (in einer Altstadtecke)        | Lage: Burgstraße/Stadtgraben/Reichsstraße |
|      | Turmhügelburg im Geraer Stadtwald               | Gera-Ernsee, im Geraer Stadtwald | Turmhügelburg, Wüstung                          | steht möglicherweise mit der Wüstung Pottendorf im Stadtwald in Verbindung. Lage der Turmhügelburg: nördlich von Ernsee am Westhang des Lessengraben. Wüstung Pottendorf liegt nordwestlich von Ernsee mitten im Stadtwald. |
|      | ehem. Rittergut Pforten (ehem. Wasserburg)      | Pforten                          | vor 2000 abgerissenes Rittergut, Burgstall      | ein neogotischer Turm blieb erhalten |
|      | ehem. Rittergut Scheubengrobsdorf               | Scheubengrobsdorf                | abgerissene Anlage, Burgstall einer Wasserburg  | Rittergutsplatz (Parkplatz/Wiese) mit nebenliegendem ruinösem Wirtschaftsgebäude (Jägerhaus) erhalten |
|      | Schloss Tinz                                    | Gera-Tinz Lage                   | ehemaliges Wasserschloss                        | |
|      | Naulitzer Schanze                               | Gera-Naulitz Lage                | frühdeutsche Burgstelle, mehrteilige Wallanlage | südlich von Naulitz |
|      | Rittergut Kaimberg                              | Gera-Kaimberg                    | Rittergut mit Herrenhaus                        | genutzt als Bildungsstätte für Gesundheits- und Sozialberufe |
|      | Wallburg „Der Hayn“                             | Gera-Liebschwitz                 | mittelalterliche Wallburg                       | südöstlich des Ortes, nahe der Kirche, noch vor dem Galgenberg gelegen. Andeutungen von Wällen und Gräben sichtbar. |
|      | Burg Ziegenberg                                 | Gera-Liebschwitz                 | Bühlanlage                                      | südwestlich des Ortes. Heute keine Reste mehr sichtbar. |
|      | Wallburg Zoitzberg                              | Gera-Liebschwitz                 | jungsteinzeitliche/bronzezeitliche Wallburg     | flache Wälle auf dem Zoitzberg erhalten. Südlich des Bahnhofes Liebschwitz. |
|      | Rittergut Liebschwitz                           | Gera-Liebschwitz                 |                                                 | abgerissen? |
|      | Wasserburg „Waal“ (Inselteich)                  | Gera-Röpsen                      | abgegangene hochmittelalterliche Wasserburg     | Gutsteich am südwestlichen Ortsrand. Keine Burgreste mehr sichtbar |
|      | Wüstung und Burg Speutewitz                     | Gera-Röpsen                      | Ortswüstung mit abgegangener Burg               | wüst seit dem 16. Jh., direkt östlich an das Gewerbegebiet Gera-Galgenberg angrenzend bei der Abfahrt der A4/B2. |
|      | Rittergut Roschütz (Burgstall)                  | Gera-Roschütz                    | ehem. Rittergut, Burgstall einer Wasserburg     | Park mit Teehaus und Toranlage erhalten. 1939 Reichsarbeitsdienstlager |
|      | Wehrkirche Erlöserkirche                        | Gera-Falka-Niebra                | Wehrkirche                                      | als Dorfkirche in Nutzung |
|      | Wallburg mit Wehrkirche Taubenpreskeln          | Gera-Taubenpreskeln              | Wehrkirche, mutmaßlich auf Wallburg errichtet   | |
|      | Rittergut Taubenpreskeln                        | Gera-Taubenpreskeln              |                                                 | abgerissen? |
|      | Wallburg Cossenberg                             | Gera-Thieschitz                  | vermutete Wallburg                              | Lage auf dem Berg Cosse nordwestlich von Thieschitz unmittelbar an der Autobahn A4 |

## Jena
| Bild | Name                                           | Ort / Lage       | Typ                                                             | Bemerkungen |
| ---- | ---------------------------------------------- | ---------------- | --------------------------------------------------------------- | --- |
|      | Burgruine Burgau                               | Burgau Lage      | Burgstall                                                       | auf dem Areal die Villa Binderburg, erhaltener Graben der Vorburg (?), am Felsrand nahe der Villa einzelne Mauersteine                                                                    |
|      | Schloss Drackendorf                            | Drackendorf Lage | Schloss                                                         | 1949 abgebrochen |
|      | Burg Gleißberg (umgangssprachlich: Kunitzburg) | Jena Lage        | Burgruine                                                       | geringe Reste |
|      | Burg Greifberg                                 | Jena             | Burgstall                                                       | in Kalkfelsen geschlagene Zisterne und „unterirdischer Gang“ erhalten |
|      | Wasserburg Isserstedt                          | Isserstedt       | Burgstall                                                       | niedriger Hügel mit Grabenresten darum |
|      | Schloss Jena                                   | Jena             | Barockschloss, aus gotischer Wasserburg hervorgegangen          | Das Schloss Jena wurde abgebrochen, heute befindet sich hier das Universitätshauptgebäude der Friedrich-Schiller-Universität Jena. Das Fundament des runden Schlossturmes blieb erhalten. |
|      | Burgruine Kirchberg („Kirchberg II“)           | Jena             | Burgruine                                                       | besteigbarer Bergfried „Fuchsturm“ und Halsgräben erhalten |
|      | Königshof Kirchberg („Kirchberg I“)            | Jena             | Burgstall, Königspfalz                                          | Halsgräben (evtl. zu Burg Kirchberg II gehörend) |
|      | Wallburg und Burgstall Johannisberg            | Jena-Lobeda      | bronzezeitliche Wallburg, frühmittelalterlicher Burgstall darin | Wälle erhalten |
|      | Burgstall „Obere Lobdeburg“                    | Alt-Lobeda       | Burgstall                                                       | weit oberhalb der Ruine der Lobdeburg, mutmaßliche Belagerungsburg, geringe Reste |
|      | Ruine Lobdeburg („Mittlere Lobdeburg“)         | Alt-Lobeda       | Ruine                                                           | |
|      | Schloss Lobeda („Untere Lobdeburg“)            | Alt-Lobeda       | ehem. Burg (?), Schlossumbau oder Schlossneubau                 | ehem. Schulnutzung, nun Wohnungen |
|      | Schloss Thalstein                              | Jena Lage        | Schloss                                                         | |
|      | Burg Wintberg                                  | Jena             |                                                                 | |

## Weimar
| Bild | Name                                         | Ort / Lage  | Typ              | Bemerkungen |
| ---- | -------------------------------------------- | ----------- | ---------------- | --- |
|      | Schloss Belvedere                            | Weimar Lage | Schloss          | |
|      | Gelbes Schloss                               | Weimar Lage | Schloss          | |
|      | Grünes Schloss                               | Weimar Lage | Schloss          | Hier befindet sich die Herzogin Anna Amalia Bibliothek. Die Bibliothek (kurz HAAB) wurde 1691 gegründet. Am 2. September 2004 brannte es in der HAAB und es wurden wesentliche Kunstwerke zerstört. |
|      | Stadtschloss                                 | Weimar Lage | Schloss          | |
|      | Burg Hornstein (anstelle des Stadtschlosses) | Weimar      | abgerissene Burg | Bergfried und Kanzleigebäude „Bastille“ erhalten |
|      | Rotes Schloss                                | Weimar Lage | Schloss          | |
|      | Schloss Tiefurt                              | Weimar Lage | Schloss          | |

## Landkreis Altenburger Land
| Bild | Name                                                                                      | Ort / Lage                                                                                          | Typ                                                                       | Bemerkungen |
| ---- | ----------------------------------------------------------------------------------------- | --------------------------------------------------------------------------------------------------- | ------------------------------------------------------------------------- | --- |
|      | Schloss Altenburg                                                                         | Altenburg                                                                                           | Residenzschloss                                                           | |
|      | Orangerie, Teehaus, Marstall und Herzogin-Agnes-Gedächtniskirche im Schlosspark Altenburg | Altenburg, Schlosspark                                                                              | Orangerie, Teehaus, Marstall                                              | außer dem Marstall alle Gebäude restauriert |
|      | Magdalenenstift                                                                           | Altenburg                                                                                           | Barockschloss, erbaut 1705                                                | |
|      | Freihof Frauenfels                                                                        | Altenburg                                                                                           | Ehemaliger Freihof, Hauptgebäude von 1551                                 | |
|      | Pohlhof                                                                                   | Altenburg                                                                                           | Renaissance-Herrenhaus des ehemaligen Freihofs, erbaut um 1400            | |
|      | Reichenbachsches Palais (am Weibermarkt)                                                  | Altenburg, Weibermarkt 15/16                                                                        | Palais von 1882                                                           | Gründerzeitbau mit weißer Fassade und Quaderputz sowie Dreiecksgiebel über einzelnen Fenstern. |
|      | Reichenbachsches Palais (Moritzstr.6)                                                     | Altenburg, Moritzstrasse 6                                                                          | Palais von 1749                                                           | |
|      | Seckendorffsches Palais (Am Brühl)                                                        | Altenburg, Am Brühl 1                                                                               | Palais, Barockbau von 1724                                                | Zweigeschossige Dreiflügelanlage mit Mansarddach. |
|      | Wasserschloss Breitenhain                                                                 | Lucka, OT Breitenhain                                                                               | Burgstall, abgerissenes Wasserschloss                                     | Park mit Spielplatz und Gedenkstein an dieser Stelle, angrenzend offenbar ruinöse Wirtschaftsgebäude erhalten |
|      | Wasserschloss Dobitschen                                                                  | Dobitschen                                                                                          | Wasserschloss                                                             | Schlossneubau auf ehemaliger Wasserburg 1796, angrenzend Wirtschaftshof mit Ställen und Scheune im Wesentlichen von 1882. Kirche gegenüber von 1702, der Kirchturm als verkleinerte Kopie des Schlossturmes. |
|      | Schloss Ehrenberg                                                                         | Altenburg                                                                                           | Schloss des späten 19. Jahrhunderts mit ehemaligem Rittergut              | mittelalterliche Bergspornanlage, 1878/79 abgerissen für neobarocken Schlossneubau mit Turm von 1693. Angrenzender Wirtschaftshof von 1813 |
|      | Schloss Ehrenhain                                                                         | Nobitz                                                                                              | Wasserschloss, ehemaliges Rittergut                                       | |
|      | Herrenhaus Falkenhain                                                                     | Meuselwitz                                                                                          | ehemaliges Rittergut                                                      | |
|      | Jagdhaus Friedrichslust                                                                   | Zehma-Friedrichslust                                                                                | Jagdhaus                                                                  | ehem. herzogliches Jagdhaus, heute Wohnnutzung. Direkt an der Fernverkehrsstraße B93 auf dem „Roten Berg“ zwischen Zehma und Lehndorf |
|      | Burgwall Gerstenberg                                                                      | Gerstenberg                                                                                         | Wallburg                                                                  | großer (wohl slawischer) Burgwall auf dem Kirchberg bei der Dorfkirche |
|      | Rittergut Gerstenberg                                                                     | Gerstenberg                                                                                         | abgerissenes Rittergut, wohl Burgstall                                    | abgerissen nach 1945 |
|      | Rittergut Gödissa                                                                         | Schmölln, OT Gödissa                                                                                |                                                                           | ? |
|      | Wehrkirche Gödissa (Rest)                                                                 | Schmölln, OT Gödissa, Nr.5                                                                          | Wehrkirche                                                                | Wehrkirchen-Rest bei Gödissa Nr.5, genutzt als Wohnhaus |
|      | Burgstall Gößnitz                                                                         | Gößnitz                                                                                             | Burgstall                                                                 | angeblicher Spitzgraben in Waldareal, genaue Lage aber umstritten und unbestätigt |
|      | Rittergut und Herrenhaus Großröda                                                         | Starkenberg, OT Großröda                                                                            | ehemaliges Rittergut                                                      | um Hof angeordnete Gebäude erhalten |
|      | Rittergut Hainichen                                                                       | Gößnitz, OT Hainichen                                                                               | barockes Herrenhaus von 1707                                              | Nutzung des Herrenhauses als Altersheim, Wirtschaftshof noch weitgehend vorhanden |
|      | Rittergut in Haselbach                                                                    | Haselbach                                                                                           | abgerissenes Herrenhaus von 1755                                          | Zum Besitz des Rittergutes gehörten die Haselbacher Teiche. 1945 Abriss nach Enteignung |
|      | Rittergut Kleinbraunshain                                                                 | Schmölln, OT Braunshain                                                                             | ehemaliges Rittergut                                                      | Herrenhaus in Fachwerk mit Mansarddach von 1797 um 1946 abgerissen. Wirtschaftsgebäude ruinös erhalten. |
|      | Rittergut und Schloss in Kostitz                                                          | Starkenberg, OT Kostitz                                                                             | abgerissenes Schloss, Pächterhaus                                         | Um 1700 Verlegung des Rittergutes aus Starkenberg nach Kostitz und Neubau des Schlosses. Schloss um 1945 abgerissen, Reste des Wirtschaftshofes erhalten. |
|      | Amtsvorwerk in Kraschwitz                                                                 | Nobitz, OT Kraschwitz, Bockaer Straße 4                                                             | ehemaliges Vorwerk                                                        | restaurierter Vierseithof, privat bewohnt. |
|      | Halbes Schloss                                                                            | Langenleuba-Niederhain                                                                              | Barockschloss und Burgstall, ehemaliges Rittergut                         | Barockschloss erbaut 1707–1711 auf ehemaliger Wasserburg und ehemals von Wassergraben umgeben. 1838 Abriss eines Flügels, daher der Name „halbes Schloss“. Wirtschaftshof teilweise erhalten. |
|      | Schloss Löbichau                                                                          | Löbichau                                                                                            | moderner Schlossnachbau, ehemaliges Rittergut                             | originales Schloss größtenteils abgerissen nach 2000, Wirtschaftsgebäude samt Torhaus noch original. |
|      | Herrenhaus Löhmigen                                                                       | Nobitz, OT Löhmigen                                                                                 | ehemaliges Rittergut mit Herrenhaus                                       | |
|      | Herrenhaus Lumpzig                                                                        | Schmölln OT Lumpzig                                                                                 | ehemaliges Rittergut mit Herrenhaus von 1668                              | Herrenhaus saniert, Wirtschaftshof teilweise erhalten. |
|      | Rittergut Maltis                                                                          | Maltis, Nr.17                                                                                       | Ehemaliges Rittergut                                                      | Vierflügelige Anlage eines kleinen Rittergutes (~ 50ha) mit Herrenhaus, Wirtschaftsgebäuden und Teich, ruinös erhalten. |
|      | Schloss Meuselwitz                                                                        | Meuselwitz                                                                                          | abgerissenes Schloss                                                      | keine oberirdischen Reste, Schlossplatz direkt vor dem Eingang in den Schlosspark |
|      | Orangerie Meuselwitz (als Zubehör des ehem. Schlosses)                                    | Meuselwitz                                                                                          | Orangerie                                                                 | im teilerhaltenen Schlosspark |
|      | Rittergut Münsa                                                                           | Nobitz, OT Münsa, Am Mühlgraben 27                                                                  | ehemaliges Rittergut mit Herrenhaus                                       | Ehem. Rittergut und Domäne des Altenburger Bergerklosters. 1905 Brandschaden. Herrenhaus mit Bohlenstube. |
|      | Herrenhaus Nobitz                                                                         | Nobitz, Bachstraße 1                                                                                | Herrenhaus von 1881                                                       | Nutzung als Gemeindeamt |
|      | Wasserburg Nobitz („Der Waal“)                                                            | Nobitz                                                                                              | Burgstall                                                                 | Teich mit Insel, Bodendenkmal. |
|      | Rittergut Nöbdenitz                                                                       | Schmölln, OT Nöbdenitz                                                                              | Herrenhaus, barock von 1692                                               | Neues Herrenhaus abgetragen, aber altes Herren und einige Wirtschaftsgebäude erhalten, Wassergraben teilverfüllt. |
|      | Rittergut Nörditz                                                                         | Gößnitz, OT Nörditz, Nr.21                                                                          | ehemaliges Rittergut                                                      | Vierflügeliger Wirtschaftshof mit Herrenhaus, ruinös. |
|      | Rittergut und Schloss in Oberlödla                                                        | Lödla, OT Oberlödla                                                                                 | ehem. Rittergut mit Schloss von 1682                                      | Schloss hatte 1945 Bombentreffer, fast ganzes Rittergut mit Schloss 1948 abgerissen. Ruinenreste wohl der Wirtschaftsgebäude. Ehem. zwei zweistöckige Flügel im rechten Winkel zueinander und Treppenturm an Südseite. Im Ostflügel war ein Festsaal. Das Schloss befand sich neben der Dorfkirche Oberlödla getrennt vom Wirtschaftshof. |
|      | Renaissance- Herrenhaus Oberzetzscha                                                      | Altenburg-Zetzscha/Oberzetzscha                                                                     | Ehemaliges Rittergut mit Renaissance- Herrenhaus von 1567                 | Herrenhaus restauriert. Erhaltene bemahlten Bohlenstube. Kommunalbesitz und Veranstaltungsort. U.a. Hochzeiten. Wirtschaftshof abgerissen. |
|      | „Paditzer Schanze(n)“, siehe Liste der Naturdenkmale im Landkreis Altenburger Land        | Ehrenberg, OT Stünzhain                                                                             | Wallburg, slawisch                                                        | am Steinbruch Paditz beim Bahnhof Reste von Wallanlagen, zerstört durch den Steinbruch, Grabungsfunde im Schlossmuseum Altenburg |
|      | Rittergut Podelwitz                                                                       | Podelwitz                                                                                           | Ehemaliges Rittergut mit barockem Herrenhaus von 1706                     | Barockes Herrenhaus (1706) des ehemaligen Rittergutes. Pferdestall von 1840 und Brauhaus (um 1800) sind erhalten. Ehemals geschlossener Wirtschaftshof mit 5 Gebäuden sowie Brauhaus am Teich. |
|      | Renaissanceschloss Ponitz                                                                 | Ponitz                                                                                              | Ehemaliges Rittergut mit Renaissance- Schloss, Burgstall einer Wasserburg | Renaissanceschloss von 1574 auf unregelmäßigem polygonalem Grundriss mit vier Renaissancegiebeln. Erhaltener Schlosspark und Wirtschaftshof, tw. mit Neubauten in alter Kubatur. |
|      | Schloss Poschwitz                                                                         | Altenburg                                                                                           | Wasserschloss                                                             | Schlossneubau 1580, Umbau nach 1844–49. Ruinöser Wirtschaftshof teilweise erhalten. |
|      | Rittergut Pöschwitz                                                                       | Gerstenberg, OT Pöschwitz                                                                           | Ehemaliges Rittergut                                                      | Herrenhaus aus den 1830er Jahren sowie Wirtschaftsgebäude. |
|      | Burg Posterstein                                                                          | Posterstein                                                                                         | Höhenburg, ehemaliges Rittergut                                           | Bergspornburg, mit runden Bergfried und ehemals Ost-, West- und Nordflügel, Ringmauer, Zugbrücke, Halsgraben, Abschnittsgraben sowie Umfassungsmauer. Umbau zum Wohnschloss im 16. und 17. Jh. Wirtschaftshof davor gelegen mit Wirtschaftsgebäuden und neuem Herrenhaus aus dem 18. Jahrhundert.                                         |
|      | Schloss Prößdorf mit Rittergut/Vorwerk                                                    | Lucka, OT Prößdorf                                                                                  | Ehemaliges Rittergut mit Schloss von 1720/30                              | Stark überformtes Schloss des ehemaligen Vorwerks von Breitenhain |
|      | Rittergut Rautenberg                                                                      | Altenburg-Zetzscha/Rautenberg                                                                       | ehem. Rittergut                                                           | Barockes Herrenhaus bereits 1901 abgerissen. Zwei Wirtschaftsgebäude erhalten. |
|      | Wasserschloss Romschütz                                                                   | Romschütz                                                                                           | ehem. barockes Schloss und Burgstall                                      | Schloss abgerissen um 1970, sehr bekannt war der Kranichsaal mit illusionistischer Deckenmalerei, Park und Wirtschaftsgebäude vorhanden |
|      | Rittergut und Herrenhaus in Schelchwitz                                                   | Windischleuba, OT Schelchwitz                                                                       | Ehemaliges Rittergut                                                      | Herrenhaus abgerissen, umfangreiche Rittergutsanlage erhalten bei der Wassermühle. Restaurierter Privatbesitz. Meist zugängig. |
|      | Wasserburg Schlöpitz (Burgstall „Die Insel“)                                              | Kosma, Wüstung Schlöpitz                                                                            | Burgstall, Inselteich                                                     | Ringwall auf Insel in Teich. Die Wüstung liegt an einem Weg von Göhren nach Kürbitz, wo der Bach Blaue Flut (und ein zweiter Bach) zwei Teiche speist. |
|      | Burg Schmölln (auch Schloss Schmölln)                                                     | Schmölln                                                                                            | Burgstall einer Stadtburg                                                 | angeblich wurden nach 1990 Reste ergraben und mit einem Parkplatz überbaut. In der Altstadt. |
|      | Burgwall bei Schmölln                                                                     | Schmölln                                                                                            | Wallburg                                                                  | ? |
|      | Rittergut Schwanditz                                                                      | Göllnitz, OT Schwanditz                                                                             | Ehemaliges Rittergut                                                      | Ehemals Rittergut mittlerer Größe, gut restauriert. Herrenhaus abgerissen, aber Pächterhaus und Wirtschaftsgebäude erhalten. Längster Laubengang des Altenburger Landes mit Porstube. im Nebengebäude. Veranstaltungsort. Privatpension. Hof zugängig.                                                                                    |
|      | Barockschloss Selka (ehem. Rittergut Unterselka)                                          | Schmölln, OT Selka                                                                                  | Ehemaliges Rittergut                                                      | Rittergut mit erhaltenem barocker Westflügel, überstand den Abriss des neueren (neogotischen) Schlosses 1948, privat genutzt (Wohnung). |
|      | Burgstall Selka                                                                           | Schmölln, OT Selka/Oberselka                                                                        | Burgstall, Höhenburg                                                      | genaue Lage ist umstritten |
|      | Burgstall Starkenberg                                                                     | Starkenberg                                                                                         | Burgstall                                                                 | auf Privatgelände unterirdischer Burgkeller (Tonnengewölbe), oberirdisch keine Reste, bebaut mit Einfamilienhäusern |
|      | Schloss Tannenfeld                                                                        | Löbichau                                                                                            | Lustschloss von 1800 mit Landschaftspark                                  | Schloss 1794 bis 1800 errichtet (Herzogin von Kurland) mit englischem Landschaftspark. Ab 1899 Um- und Ausbau des Areals zum Sanatorium für Nervenkranke. |
|      | Wasserburg Tegkwitz (Burgstall)                                                           | Starkenberg, OT Tegkwitz                                                                            | Burgstall                                                                 | ? |
|      | Rittergut Treben (Schloss Treben)                                                         | Treben                                                                                              | Ehemaliges Rittergut mit Barockschloss von 1757                           | Barocker Wirtschaftshof in Teilen vorhanden. Schloss saniert und als Gemeindeverwaltung genutzt. |
|      | Rittergut Teuritz                                                                         | Lucka, OT Teuritz                                                                                   | Ehemaliges Rittergut                                                      | Abriss des Herrenhauses 1920 und weiterer Wirtschaftsgebäude nach 1945. |
|      | Rittergut Unterlödla                                                                      | Lödla, OT. Unterlödla, Am Kuhberg                                                                   | Ehemaliges Rittergut mit Herrenhaus von 1856                              | Kleines Rittergut Größe (ehemals ~54ha), Vierflügelanlage, Herrenhaus ist ein gelber Backsteinbau, laut Inschrifttafel aus dem Jahre 1856 und 1956 erneuert. Stallgebäude des 18. Jahrhunderts als Fachwerkbau mit neunbogigen Oberlaubengang. Privatbesitz, Wohnnutzung.                                                                 |
|      | Rittergut Untschen                                                                        | Schmölln, OT Untschen                                                                               | Ehemaliges Rittergut                                                      | Kleines Rittergut (ehemals ~74ha), Herrenhaus im 19. Jahrhundert durch Wirtschaftsgebäude ersetzt, der Wirtschaftshof teilweise nach 1945 abgerissen. |
|      | Rittergut Vollmershain                                                                    | Vollmershain                                                                                        | Ehemaliges Rittergut mit Herrenhaus von 1864                              | Rittergut mittlerer Größe (ehemals ~100ha) mit vierflügeliger Hofanlage, diente in der DDR-Zeit als LPG, aktuell Privatbesitz. |
|      | Rittergut Weißbach                                                                        | Schmölln, OT Weißbach                                                                               | Rittergut mit Herrenhaus                                                  | Modernes Herrenhaus (nach 1900) mit Wirtschaftsgebäuden der Renaissance, leerstehend |
|      | Rittergut und herzogliches Kammerforsthaus in Wilchwitz                                   | Nobitz, OT Wilchwitz, An der Försterei 1                                                            | Kammerforsthaus, ehem. Rittergut                                          | 1636 Verlegung und Neubau des Kammergutes, eines ehemaligen Rittergutes. Restauriertes barockes Forsthaus genutzt von Thüringen Forst (Forstverwaltung). Kammerforsthaus seit 1805. |
|      | Rittergut Windischleuba vorderen Teils                                                    | Windischleuba                                                                                       | Ehemaliges Rittergut                                                      | Ging 1630 aus einem Bauerngut hervor, kleines Rittergut (ehemals ~67 ha), 2005/06 abgebrochen. |
|      | Wasserschloss Windischleuba                                                               | Windischleuba                                                                                       | Wasserschloss und Burgstall                                               | genutzt als Jugendherberge |
|      | Herrenhaus Zechau                                                                         | Kriebitzsch, OT Zechau (erhaltener Teil von Zechau) bzw. Tagebaurestloch Zechau (Naturschutzgebiet) | Ehemaliges Rittergut                                                      | wohl 1950/1952 devastiert/abgerissen für den Tagebau Zechau, mutmaßliche Abbildung auf dem Gedenkstein (siehe Bild) |
|      | Rittergut und vermuteter Burgstall Ziegelheim                                             | Ziegelheim                                                                                          | belegtes Rittergut, vermuteter Burgstall                                  | früher vermutete man den Kirchturm der Wallfahrtskirche als ehemaligen Burgturm. Das Rittergut ist wohl abgegangen? |
|      | Rittergut Zürchau                                                                         | Nobitz, OT Zürchau                                                                                  | Ehemaliges Rittergut mit Herrenhaus um 1700                               | Rittergut mittlerer Größe (ehemals ~100ha) mit ehemals zwei dreiseitigen Höfen. Heute ist das Torhaus/Wohnhaus und ein Stallgebäude aus dem 19. Jahrhundert. |
|      | Rittergut und Herrenhaus Zweitschen                                                       | Mehna, OT Zweitschen                                                                                | Ehemaliges Rittergut mit Herrenhaus von 1885                              | Rittergut mittlerer Größe (~120 ha), Herrenhaus und Wirtschaftsgebäude erhalten. Herrenhaus wird als Jugendhilfe-Heim genutzt. |

## Landkreis Eichsfeld
| Bild | Name                               | Ort / Lage                         | Typ                          | Bemerkungen                                                                                   |
| ---- | ---------------------------------- | ---------------------------------- | ---------------------------- | --------------------------------------------------------------------------------------------- |
|      | Burg Allerburg                     | Sonnenstein OT Bockelnhagen        | Höhenburg                    |                                                                                               |
|      | Alte Burg                          | Niederorschel OT Reifenstein       | Spornburg                    | abgegangen, Gräben und Wälle sichtbar                                                         |
|      | Burgruine Altenstein               | Asbach-Sickenberg                  | Höhenburg                    | Burganlage 1973 im Rahmen der Grenzsicherungsmaßnahmen an der Innerdeutschen Grenze gesprengt |
|      | Burg Bodenstein                    | Leinefelde-Worbis                  | Spornburg                    |                                                                                               |
|      | Schloss Buhla                      | Buhla                              |                              |                                                                                               |
|      | Wallburg Flinsberg (Altes Schloss) | Heilbad Heiligenstadt OT Flinsberg | Wallburg, Spornburg          | abgegangen, Halsgräben sichtbar                                                               |
|      | Burg Gleichenstein                 | Wachstedt                          | Spornburg                    |                                                                                               |
|      | Burgruine Greifenstein             | Geismar                            | Höhenburg                    | Ruinenreste                                                                                   |
|      | Burg Großbodungen                  | Am Ohmberg OT Großbodungen         | ursprünglich eine Wasserburg |                                                                                               |
|      | Gunzenburg                         | Rustenfelde                        | Wallburg                     | abgegangen, Hügel und Gräben erkennbar                                                        |
|      | Burgruine Hanstein                 | Bornhagen                          | Höhenburg                    |                                                                                               |
|      | Harburg                            | Haynrode                           | Höhenburg                    | Ruinenreste                                                                                   |
|      | Hasenburg (Eichsfeld)              | Buhla                              | Höhenburg                    |                                                                                               |
|      | Der „Klei“                         | Breitenworbis                      | Wallanlage                   |                                                                                               |
|      | Kleine Alteburg                    | Niederorschel OT Kleinbartloff     | Höhenburg                    | Grabenreste                                                                                   |
|      | Mainzer Schloss                    | Heilbad Heiligenstadt              |                              |                                                                                               |
|      | Schloss Martinfeld                 | Schimberg                          |                              |                                                                                               |
|      | Rittergut Oberstein                | Arenshausen OT Oberstein           | Rittergut mit Herrenhaus     | abgerissen nach 1945                                                                          |
|      | Burgruine Rusteberg                | Marth                              | Höhenburg                    | Ruinenreste                                                                                   |
|      | Schloss Rusteberg                  | Marth                              |                              |                                                                                               |
|      | Burg Scharfenstein                 | Leinefelde-Worbis                  | Spornburg                    |                                                                                               |
|      | Steinerhof                         | Uder OT Birkenfelde                |                              | 1948 abgerissen                                                                               |
|      | Steinernes Haus                    | Haynrode                           |                              |                                                                                               |
|      | Rittergut Steinheuterode           | Uder OT Steinheuterode             | Rittergut mit Herrenhaus     | abgerissen nach 1945                                                                          |
|      | Rittergut Unterstein               | Arenshausen OT Oberstein           | Rittergut mit Herrenhaus     | abgerissen nach 1945                                                                          |
|      | Burganlage Volkerode               | Volkerode                          | Wohnturm und Wirtschaftshof  |                                                                                               |
|      | Oberwall Rüdigershagen             | Niederorschel OT Rüdigershagen     |                              | abgegangen, Gräben sichtbar                                                                   |
|      | Unterwall Rüdigershagen            | Niederorschel OT Rüdigershagen     | Wasserburg                   | abgegangen, Gräben sichtbar                                                                   |
|      | Burg Westernhagen                  | Berlingerode                       | Wasserburg                   |                                                                                               |
|      | Wasserburg Deuna                   | Niederorschel OT Deuna             | Wasserburg                   |                                                                                               |

## Landkreis Gotha
| Bild | Name                                              | Ort / Lage                           | Typ                                                                    | Bemerkungen                                                                                      |
| ---- | ------------------------------------------------- | ------------------------------------ | ---------------------------------------------------------------------- | ------------------------------------------------------------------------------------------------ |
|      | Alte Burg („Burg Ohrdruf“, „Haus Mühlberg“)       | Ohrdruf                              | Villa, die eine Burg nachbildet                                        |                                                                                                  |
|      | Altes Schloss                                     | Schwabhausen                         |                                                                        |                                                                                                  |
|      | Burghügel                                         | Döllstädt                            |                                                                        |                                                                                                  |
|      | Castrum Walinvels                                 | Tambach-Dietharz                     |                                                                        | auch Burg Waldenfels, Burgruine Altenfels oder Drachenburg, Krachenburg, Schloßgrube             |
|      | Schloss Ehrenstein                                | Ohrdruf                              |                                                                        |                                                                                                  |
|      | Wasserburg Erffa                                  | Nessetal OT Friedrichswerth          |                                                                        |                                                                                                  |
|      | Burg Falkenstein                                  | Tambach-Dietharz                     |                                                                        |                                                                                                  |
|      | Schloss Fischbach                                 | Waltershausen OT Fischbach           |                                                                        |                                                                                                  |
|      | Schloss Friedenstein                              | Gotha                                |                                                                        |                                                                                                  |
|      | Schloss Friedrichsthal                            | Gotha                                |                                                                        |                                                                                                  |
|      | Burg Grimmenstein                                 | Gotha                                | Burg, Schloss, Festung (geschleift, überbaut mit Schloss Friedenstein) | Kellergewölbe, Burgbrunnen und ein Portal erhalten in Schloss Friedenstein und dessen Kasematten |
|      | Schloss Friedrichswerth                           | Nessetal OT Friedrichswerth          |                                                                        |                                                                                                  |
|      | Schloss Georgenthal                               | Georgenthal                          |                                                                        |                                                                                                  |
|      | Burg Gleichen                                     | Drei Gleichen OT Wandersleben        |                                                                        |                                                                                                  |
|      | Schloss Gräfentonna (Kettenburg)                  | Tonna OT Gräfentonna                 |                                                                        |                                                                                                  |
|      | Schieferschloss und Ziegelschloss                 | Großfahner                           |                                                                        | beide 1947/48 abgerissen                                                                         |
|      | Burg Hermannstein                                 | Waltershausen                        |                                                                        |                                                                                                  |
|      | Hüneburg                                          | Drei Gleichen OT Wechmar             |                                                                        |                                                                                                  |
|      | Käseburg                                          | Nessetal OT Brüheim                  |                                                                        |                                                                                                  |
|      | Neues Schloss (Herzogliches Schloss, Prinzenhaus) | Tonna OT Gräfentonna                 | Schloss                                                                | 1677–1684 als Verwaltungssitz der Nebenresidenz erbaut                                           |
|      | Klausenburg                                       | Hörsel OT Metebach                   |                                                                        |                                                                                                  |
|      | Weiherschloss                                     | Hörsel OT Laucha                     |                                                                        | 1947/48 abgerissen                                                                               |
|      | Leuchtenburg mit Wehrturm Stolzenburg             | Bad Tabarz                           |                                                                        |                                                                                                  |
|      | Schloss Mönchhof                                  | Gotha                                |                                                                        |                                                                                                  |
|      | Mühlburg                                          | Drei Gleichen OT Mühlberg            |                                                                        |                                                                                                  |
|      | Schloss Reinhardsbrunn                            | Friedrichroda                        |                                                                        |                                                                                                  |
|      | Burg Schauenburg                                  | Friedrichroda                        |                                                                        |                                                                                                  |
|      | Burgstelle Schlösschen                            | Ohrdruf                              |                                                                        |                                                                                                  |
|      | Burg Schwarzwald                                  | Luisenthal                           |                                                                        |                                                                                                  |
|      | Burgstelle Sommerstein                            | Waltershausen OT Winterstein         |                                                                        |                                                                                                  |
|      | Tannenburg                                        | Georgenthal OT Schönau vor dem Walde |                                                                        |                                                                                                  |
|      | Schloss Tenneberg                                 | Waltershausen                        |                                                                        |                                                                                                  |
|      | Burg Torstein                                     | Bad Tabarz                           |                                                                        |                                                                                                  |
|      | Winterpalais                                      | Gotha                                |                                                                        |                                                                                                  |
|      | Burgruine Winterstein                             | Waltershausen OT Winterstein         |                                                                        |                                                                                                  |
|      | Wasserschloss Günthersleben                       | Drei Gleichen OT Günthersleben       |                                                                        | 1947–1952 abgerissen                                                                             |
|      | Schieferschloss                                   | Sonneborn                            | Schloss                                                                | nach 1945 abgerissen                                                                             |
|      | Gelbes Schloss                                    | Sonneborn                            | Schloss                                                                |                                                                                                  |

## Landkreis Greiz
| Bild | Name                                                                              | Ort / Lage                                       | Typ                                            | Bemerkungen |
| ---- | --------------------------------------------------------------------------------- | ------------------------------------------------ | ---------------------------------------------- | --- |
|      | Alter Schlossberg                                                                 | Mohlsdorf-Teichwolframsdorf OT Teichwolframsdorf | Turmhügelburg                                  | Objekt liegt nahe Kreuzung der Hauptstraßen neben Feuerwehrgebäude und Teich                                                                             |
|      | Burg Auma                                                                         | Auma-Weidatal OT Auma                            | Burg                                           | |
|      | Burg Braunsdorf                                                                   | Auma-Weidatal OT Braundorf                       |                                                | |
|      | Schloss Burkersdorf                                                               | Harth-Pöllnitz OT Burkersdorf                    |                                                | |
|      | Wasserschloss Culmitzsch                                                          | Culmitzsch                                       | abgerissenes Wasserschloss in moderner Wüstung | restlos zerstört, aber Grabenreste auf Wiese zwischen zwei hohen Wismuthalden sichtbar direkt an der Hauptstraße                                         |
|      | Burg Dölau                                                                        | Greiz-Dölau                                      |                                                | |
|      | Schloss Dryfels (Schloss Berga)                                                   | Berga-Wünschendorf OT Berga/Elster               | Ruine                                          | |
|      | Wallburg Dachshügel Großdraxdorf                                                  | Berga-Wünschendorf, OT Großdraxdorf, Eselsberg   | bronzezeitliche Wallburg, eingeebnet           | große Wallburg, durch anhaltende Überackerung eingeebnet. Erkennbar noch an Verfärbungen des Ackers auf dem großen hügelartigen Feld „Dachshügel“.       |
|      | Spornburg („Burgstatt“/„Wüstes Gut“) auf Felsen Teufelskanzel nahe dem Dachshügel | Berga-Wünschendorf, OT. Großdraxdorf, Eselsberg  | mittelalterliche Spornburg, Burgstall          | keine Reste sichtbar. Auf Felsformation Teufelskanzel nahe dem Dachshügel verortet.                                                                      |
|      | Schloss Kauern                                                                    | Kauern                                           |                                                | |
|      | Schloss Katzendorf                                                                | OT Großkundorf, Mohlsdorf-Teichwolframsdorf      | Schloss                                        | 1952 wegen Wismut Tagebau devastiert. |
|      | Schloss Bad Köstritz                                                              | Bad Köstritz                                     |                                                | |
|      | Burg Münch                                                                        | Münchenbernsdorf                                 |                                                | 1965 abgerissen |
|      | Liebsburg                                                                         | Weida OT Liebsdorf                               | Höhenburg                                      | |
|      | Turmhügelburg „Der Hain“                                                          | Weida, OT. Liebsdorf                             | Turmhügelburg                                  | |
|      | Herrenhaus Markersdorf                                                            | Berga-Wünschendorf OT Markersdorf                | Herrenhaus                                     | |
|      | Oberes Schloss                                                                    | Greiz                                            | Schloss/Burg                                   | |
|      | Schloss und Kloster Mildenfurth                                                   | Mildenfurth                                      | Klosterruine, umgebaut zum Renaissanceschloss  | |
|      | ehem. Rittergut Mosen                                                             | Berga-Wünschendorf-Mosen                         | abgerissenes Rittergut mit Herrenhaus          | Reste erhalten. Erhaltener Teil des Herrenhauses als Wohnhaus genutzt.                                                                                   |
|      | Osterburg                                                                         | Weida                                            | Burg                                           | |
|      | alte Burg Weida (Altstadtburg)                                                    | Weida                                            | abgegangene Stadtburg                          | Standort umstritten |
|      | Burg Pöllnitz                                                                     | Harth-Pöllnitz                                   |                                                | |
|      | Rittergut Pölzig                                                                  | Pölzig                                           |                                                | |
|      | Burgruine Reichenfels                                                             | Hohenleuben                                      | Ruine                                          | |
|      | ehem. Schloss Hohenleuben                                                         | Hohenleuben                                      | komplett abgerissenes Schloss                  | erhaltene Teile des Renaissance/Barock-Schlosses im Museum Reichenfels ausgestellt                                                                       |
|      | Burg Ronneburg                                                                    | Ronneburg                                        |                                                | |
|      | Rittergut Friedrichshaide (früher bei / heute in Ronneburg)                       | Ronneburg                                        |                                                | steht im Bundesgartenschau-Gelände „Neue Landschaft Ronneburg“                                                                                           |
|      | Schloss Rothenthal                                                                | Greiz-Dölau-Rothenthal                           | abgerissenes Schloss                           | wohl um 1990 abgerissenes Schloss, Schlossplatz an Hauptstraße (nahe einer Tankstelle) erhalten. Im 17. Jh. Sitz einer Zweiglinie der Herren von Reuß.   |
|      | „Rüßburg“, siehe Rüßdorf#Geschichte                                               | Waltersdorf-Rüßdorf                              | Höhenburg, Ringwall, Burgstall                 | in den „Rüßdorfer Alpen“ an Hochufer/Berghang des Elstertales inmitten einer großen Elsterschleife gelegener Burgstall. Wall und Grabenanlagen erhalten. |
|      | Rittergut Waltersdorf                                                             | Waltersdorf                                      | Rittergut mit Herrenhaus/Schloss               | Teile erhalten |
|      | Rittergut Rüßdorf (bei Waltersdorf)                                               | Waltersdorf-Rüßdorf                              | Rittergut                                      | Teile erhalten |
|      | ehem. Schloss Schönfeld                                                           | Greiz-Schönfeld                                  | abgerissenes Schloss                           | |
|      | Schloss Schwarzbach                                                               | Schwarzbach                                      |                                                | |
|      | Sommerpalais                                                                      | Greiz                                            | Schloss                                        | |
|      | Wallanlage Tumelle                                                                | Hohenleuben OT Brückla                           |                                                | |
|      | Unteres Schloss                                                                   | Greiz                                            | Schloss                                        | |
|      | Burg Veitsberg                                                                    | Berga-Wünschendorf OT Veitsberg                  | Burgstall einer Höhenburg                      | erhaltene Veitskirche soll die ehemalige Burgkirche sein                                                                                                 |
|      | Rittergut Zschippach                                                              | Brahmenau                                        | Herrenhaus                                     | Folgebau nach 1945 abgetragen |

## Landkreis Hildburghausen
| Bild | Name                                         | Ort / Lage                  | Typ                        | Bemerkungen                              |
| ---- | -------------------------------------------- | --------------------------- | -------------------------- | ---------------------------------------- |
|      | Schloss Bedheim                              | Römhild OT Bedheim          |                            |                                          |
|      | Schloss Bertholdsburg                        | Schleusingen                |                            |                                          |
|      | Burgstelle Engenstein                        | Schleusegrund OT Engenstein |                            |                                          |
|      | Schloss Eisfeld                              | Eisfeld                     |                            |                                          |
|      | Jagdschloss Ernstthal                        | Schleusegrund OT Schönbrunn |                            |                                          |
|      | Schloss Glücksburg                           | Römhild                     |                            |                                          |
|      | Schloss Hellingen                            | Heldburg OT Hellingen       | Wasserburg, später Schloss |                                          |
|      | Hartenburg                                   | Römhild                     |                            | Wallreste einer Burg                     |
|      | Burg Heßberg                                 | Veilsdorf OT Heßberg        |                            |                                          |
|      | Ingilinburg (auch Trigelsburg, Friselenburg) | Veilsdorf                   |                            |                                          |
|      | Schloss Marisfeld                            | Marisfeld                   |                            |                                          |
|      | Wasserschloss Oberstadt                      | Oberstadt                   |                            |                                          |
|      | Burgruine Osterburg                          | Henfstädt                   |                            |                                          |
|      | Residenzschloss                              | Hildburghausen              |                            | 1945 zerstört; Reste bis 1950 abgetragen |
|      | Burg Reurieth                                | Reurieth                    |                            |                                          |
|      | Schloss Seidingstadt                         | Straufhain                  |                            |                                          |
|      | Steinsburg                                   | Römhild                     | Ruine                      |                                          |
|      | Burgruine Straufhain                         | Straufhain                  |                            |                                          |
|      | Veste Heldburg                               | Heldburg                    |                            |                                          |
|      | Hinteres Schloss Henfstädt                   |                             |                            |                                          |
|      | Vorderes Schloss                             | Henfstädt                   |                            |                                          |
|      | Schloss Weitersroda                          | Hildburghausen              |                            |                                          |

## Ilm-Kreis
| Bild | Name                      | Ort / Lage                                                                                      | Typ                          | Bemerkungen |
| ---- | ------------------------- | ----------------------------------------------------------------------------------------------- | ---------------------------- | --- |
|      | Alteburg                  | Arnstadt                                                                                        | Burg                         | |
|      | Schloss Angelroda         | Martinroda OT Angelroda                                                                         | Schloss                      | 1947 abgerissen |
|      | Schloss Behringen         | Stadtilm OT Behringen                                                                           | Schloss                      | 1948 abgerissen |
|      | Schloss Dornheim          | Dornheim                                                                                        | Schloss                      | 1947/48 abgerissen |
|      | Plaue OT Ehrenburg        | Plaue                                                                                           |                              | |
|      | Burg Ehrenstein           | Stadtilm OT Ehrenstein                                                                          |                              | |
|      | Schloss Elgersburg        | Elgersburg                                                                                      |                              | |
|      | Jagdhaus Gabelbach        | Ilmenau                                                                                         |                              | |
|      | Schloss Gehren            | Ilmenau OT Gehren                                                                               |                              | |
|      | Gommerstedt               | Bösleben-Wüllersleben Lage                                                                      | Wüstung und Burgstelle       | |
|      | Schloss Griesheim         | Stadtilm OT Griesheim                                                                           |                              | 1949 abgerissen |
|      | Felsenburg Hermannstein   | Ilmenau, OT Manebach, Felsen „Großer Hermannstein“ auf der Nordwestflanke des Berges Kickelhahn | Burgstall und Aussichtspunkt | minimale Reste wurden ergraben, ausgestellte Funde und Burgmodell im Haus des Gastes in Manebach. Goethehöhle als Teil der Burg im Felsen zugängig. Felsen besteigbar. Historische Inschrifttafel am Felsen. |
|      | Herrenburg Manebach       | Ilmenau                                                                                         |                              | |
|      | Käfernburg                | Arnstadt                                                                                        |                              | nur Wallanlage übrig geblieben |
|      | Burg Liebenstein          | Geratal OT Liebenstein                                                                          |                              | |
|      | Schloss Marienburg        | Amt Wachsenburg OT Ichtershausen                                                                | Schloss                      | |
|      | Schloss Neideck           | Arnstadt                                                                                        |                              | |
|      | Neues Palais              | Arnstadt                                                                                        | Schloss                      | |
|      | Raubschloss               | Geratal OT Gräfenroda                                                                           |                              | |
|      | Reinsburg                 | Reinsberge                                                                                      |                              | |
|      | Röderschlösschen          | Geratal OT Liebenstein                                                                          |                              | |
|      | Schloss Stadtilm          | Stadtilm                                                                                        |                              | |
|      | Veste Wachsenburg         | Amt Wachsenburg OT Holzhausen                                                                   |                              | wird bewirtschaftet |
|      | Wasserburg Großliebringen | Stadtilm OT Großliebringen                                                                      |                              | |
|      | Wasserburg                | Ilmenau                                                                                         |                              | |

## Kyffhäuserkreis
| Bild | Name                              | Ort / Lage                      | Typ         | Bemerkungen                                                                              |
| ---- | --------------------------------- | ------------------------------- | ----------- | ---------------------------------------------------------------------------------------- |
|      | Arnsburg (Seega) Arensburg        | Kyffhäuserland OT Seega         |             |                                                                                          |
|      | Schloss Frankenhausen (Unterburg) | Bad Frankenhausen               |             |                                                                                          |
|      | Schloss Bendeleben                | Kyffhäuserland OT Bendeleben    |             |                                                                                          |
|      | Schloss Clingen                   | Clingen                         |             |                                                                                          |
|      | Schloss Ebeleben                  | Ebeleben                        |             | 1945 zerstört; Reste bis 1950 abgetragen                                                 |
|      | Falkenburg                        | Kyffhäuserland OT Rottleben     |             |                                                                                          |
|      | Funkenburg                        | Westgreußen                     |             |                                                                                          |
|      | Burg Furra                        | Sondershausen                   | Burg        |                                                                                          |
|      | Schloss Großfurra                 | Sondershausen OT Großfurra      | Schloss     |                                                                                          |
|      | Schloss Grüningen                 | Greußen OT Grüningen Lage       | Schloss     |                                                                                          |
|      | Hausmannsturm                     | Bad Frankenhausen               |             |                                                                                          |
|      | Burg Heldrungen                   | An der Schmücke OT Heldrungen   |             |                                                                                          |
|      | Schloss Ichstedt                  | Bad Frankenhausen OT Ichstedt   |             |                                                                                          |
|      | Wasserburg Keula                  | Helbedündorf                    |             |                                                                                          |
|      | Reichsburg Kyffhausen             | Kyffhäuserland OT Steinthaleben |             |                                                                                          |
|      | Numburg                           | Kyffhäuserland OT Badra         |             |                                                                                          |
|      | Burg Rabenswalde                  | Roßleben-Wiehe OT Wiehe         |             |                                                                                          |
|      | Jagdschloss „Zum Possen“          | Sondershausen                   | Jagdschloss |                                                                                          |
|      | Schloss Großenehrich              | Greußen OT Großenehrich         |             |                                                                                          |
|      | Jagdschloss Rathsfeld             | Kyffhäuserland OT Steinthaleben | Jagdschloss |                                                                                          |
|      | Burg Rothenburg                   | Kyffhäuserland OT Steinthaleben |             |                                                                                          |
|      | Schloss Rottleben                 | Kyffhäuserland OT Rottleben     |             |                                                                                          |
|      | Obere Sachsenburg                 | An der Schmücke OT Oldisleben   |             |                                                                                          |
|      | Schloss Sondershausen             | Sondershausen                   | Schloss     | ehemaliges Residenzschloss der Grafen und späteren Fürsten von Schwarzburg-Sondershausen |
|      | Spatenburg (Wallreste)            | Sondershausen                   |             | auf den Grundmauern steht heute ein Bismarcksturm, der Spatenbergturm                    |
|      | Burg Straußberg                   | Sondershausen                   |             |                                                                                          |
|      | Untere Sachsenburg                | An der Schmücke OT Oldisleben   |             |                                                                                          |
|      | Schloss Wiehe                     | Roßleben-Wiehe OT Wiehe         |             |                                                                                          |

## Landkreis Nordhausen
| Bild | Name                                     | Ort / Lage                    | Typ                              | Bemerkungen                                                                                                |
| ---- | ---------------------------------------- | ----------------------------- | -------------------------------- | --- |
|      | Altwilkescher Hof                        | Bleicherode OT Wolkramshausen |                                  | Reste abgerissen nach 1990                                                                                 |
|      | Wasserschloss „Blauer Hof“               | Niedergebra                   |                                  | |
|      | Gutshaus Bielen                          | Bielen                        |                                  | heute Gemeindeverwaltung                                                                                   |
|      | Ebersburg (Harz)                         | Harztor OT Herrmannsacker     |                                  | |
|      | Schloss Hainrode oder Schloss Wöbelsburg | Bleicherode OT Hainrode       |                                  | |
|      | Carlsburg (Sundhausen)                   | Nordhausen OT Sundhausen      |                                  | |
|      | Kleine Herrenburg (Burghügel) Mauderode  | Werther OT Mauderode          |                                  | |
|      | Burg Hohnstein                           | Harztor OT Neustadt/Harz      |                                  | |
|      | Schloss Hue de Grais                     | Bleicherode OT Wolkramshausen |                                  | |
|      | Burg Lohra                               | Großlohra                     |                                  | |
|      | Gutshaus                                 | Großwechsungen                |                                  | |
|      | Gutshaus                                 | Gudersleben                   |                                  | |
|      | Gutshaus Rüxleben                        | Rüxleben                      |                                  | |
|      | Gutshof                                  | Kleinfurra                    |                                  | |
|      | Komturhof Utterode                       | Rehungen                      |                                  | |
|      | Alter Rüxleber Hof                       | Heringen/Helme OT Auleben     |                                  | |
|      | Neuer Rüxleber Hof                       | Heringen/Helme OT Auleben     |                                  | |
|      | Schlotheimer Hof                         | Heringen/Helme OT Auleben     |                                  | |
|      | Gutshaus                                 | Rehungen                      |                                  | |
|      | Gutshof                                  | Krimderode                    |                                  | |
|      | ehemaliger Gutshof                       | Wipperdorf                    |                                  | |
|      | Gut Kinderode                            | Nohra (Bleicherode)           |                                  | |
|      | Neuer Hof                                | Bleicherode OT Wolkramshausen |                                  | nach 1948 abgerissen                                                                                       |
|      | Rittergut von Byla                       | Bleicherode OT Wolkramshausen |                                  | Heute Gemeindeverwaltung                                                                                   |
|      | Schloss Neustadt                         | Neustadt/Harz                 |                                  | |
|      | Heinrichsburg                            | Harztor OT Neustadt/Harz      |                                  | |
|      | Schloss Heringen                         | Heringen/Helme                |                                  | |
|      | Humboldt-Schloss                         | Heringen/Helme OT Auleben     |                                  | |
|      | Ilburg                                   | Harztor OT Ilfeld             |                                  | |
|      | Gutshaus Großwerther                     | Werther OT Großwerther        |                                  | Ehemaliges Gutshaus, Obergeschoss abgetragen, neues Dach                                                   |
|      | Schloss Kleinwerther                     | Werther OT Kleinwerther       | Schloss                          | Aus Burg zum Rittergut erweitert, Herrenhaus um 1500 als Landschloss, 1857 bis 1859 Neubau, 1945 reduziert |
|      | Gut Schate                               | Werther OT Schate             |                                  | |
|      | Burgruine Klettenberg (Burg Clettenberg) | Hohenstein OT Klettenberg     | Höhenburg                        | Burgruine                                                                                                  |
|      | Gutshaus Klettenberg                     | Hohenstein OT Klettenberg     |                                  | Heute Gemeindeverwaltung                                                                                   |
|      | Burg Friedenland                         | Harztor OT Herrmannsacker     |                                  | |
|      | Burg Lehnberg                            | Harztor OT Herrmannsacker     |                                  | |
|      | Niedere Allzunah                         | Harztor OT Herrmannsacker     |                                  | |
|      | Burg Schadewald (Hohe Allzunah)          | Harztor OT Herrmannsacker     |                                  | |
|      | Gutshaus Herrmannsacker                  | Harztor OT Herrmannsacker     | Ehemaliges Gutshaus              | |
|      | Schloss Wernrode                         | Bleicherode OT Wernrode       | Schloss aus Rittergut entstanden | erhalten                                                                                                   |
|      | Westliche Allzunah                       | Harztor OT Herrmannsacker     |                                  | |
|      | Spiegelsches Haus                        | Werna                         |                                  | |
|      | Schnabelsburg (Ulrichsburg)              | Nordhausen OT Salza-Obersalza | Spornburg                        | abgegangen und überbaut, Halsgrabenreste                                                                   |

## Saale-Holzland-Kreis
| Bild | Name                                                                       | Ort / Lage                           | Typ                           | Bemerkungen |
| ---- | -------------------------------------------------------------------------- | ------------------------------------ | ----------------------------- | --- |
|      | Herrenhaus Altenberga und Burgruine Altenberga                             | Altenberga                           |                               | |
|      | Burgstall „Altes Schloß“ bei Waldeck, siehe Waldeck (Thüringen)#Geschichte | Waldeck, NSG Waldecker Schloßgrund   | Felsenburg, Burgstall         | ehemalige Burgstelle auf weitgehend zylindrischem Buntsandsteinfelsen, keine Überreste sichtbar. Großflächige plane Felsoberseite über Weg erreichbar. Nordwestlich des Ortes.                                                                                         |
|      | Große Rabsburg, siehe Bobeck#Geschichte                                    | Stadtroda-Bollberg, Bhf. Papiermühle | Spornburg                     | mehrteilige mittelalterliche Spornburg. Direkt an Wanderweg westlich des Bahnhofes Papiermühle. Bahntunnel (Linie Gera-Jena) durchquert den Burgfelsen direkt. Wälle und Gräben sichtbar. Angeblich weiter zerstört beim Bau der Bahnlinie im 19. Jh.                  |
|      | Kleine Rabsburg, siehe Bobeck#Geschichte                                   | Stadtroda-Bollberg, Bhf. Papiermühle | Burgruine/Burgstall, Hangburg | erreichbar über Wanderweg von Bahnhof Papiermühle in westlicher Richtung bis Große Rabsburg. Von dort Wanderweg nach Norden. Geringe Mauerreste (Fundamente) direkt linkerhand am Waldweg angrenzend. Ausgegrabene Siedlungsreste (Wüstung) und Pechöfen direkt dabei. |
|      | Burg Camburg                                                               | Dornburg-Camburg                     |                               | |
|      | Schloss Christiansburg                                                     | Eisenberg                            |                               | |
|      | Schloss Crossen                                                            | Crossen an der Elster                |                               | |
|      | Reichsburg Dornburg                                                        | Dornburg-Camburg OT Dornburg         |                               | |
|      | Renaissance-Schloss Dornburg                                               | Dornburg-Camburg OT Dornburg         |                               | |
|      | Rokoko-Schloss Dornburg                                                    | Dornburg-Camburg OT Dornburg         |                               | |
|      | Schloss Frauenprießnitz                                                    | Frauenprießnitz                      |                               | |
|      | Schloss Friedrichstanneck                                                  | Eisenberg                            |                               | |
|      | Jagdschloss Fröhliche Wiederkunft                                          | Trockenborn-Wolfersdorf              |                               | |
|      | Schloss Gumperda                                                           | Gumperda                             |                               | |
|      | Wasserburg Hainspitz                                                       | Hainspitz                            |                               | |
|      | Wasserschloss Hartmannsdorf                                                | Hartmannsdorf                        |                               | |
|      | Waldschloss Herzogstuhl (in der Jagdanlage Rieseneck)                      | Kleineutersdorf                      |                               | |
|      | Neues Jagdschloss Hummelshain                                              | Hummelshain                          |                               | |
|      | Wasserburg Lehesten                                                        | Lehesten                             |                               | |
|      | Leuchtenburg                                                               | Seitenroda                           |                               | |
|      | Wasserburg Lodenschitz (Schloss Schlöben)                                  | Schlöben                             |                               | |
|      | Burg Orlamünde                                                             | Orlamünde                            |                               | |
|      | Schloss Rausdorf                                                           | Rausdorf                             |                               | |
|      | Kemenate Reinstädt                                                         | Reinstädt                            |                               | |
|      | Burg Schkölen                                                              | Schkölen                             |                               | |
|      | Schloss Stadtroda                                                          | Stadtroda                            |                               | |
|      | Burgruine Tautenburg                                                       | Tautenburg                           |                               | |
|      | Burg Tautenhain                                                            | Tautenhain                           |                               | |
|      | Burg Thimo                                                                 | Heideland                            |                               | |
|      | Schloss Tümpling                                                           | Dornburg-Camburg OT Tümpling         |                               | |

## Saale-Orla-Kreis
| Bild | Name                                                         | Ort / Lage                            | Typ                       | Bemerkungen                                                                                                   |
| ---- | ------------------------------------------------------------ | ------------------------------------- | ------------------------- | --- |
|      | Burg Arnshaugk                                               | Neustadt an der Orla, OT Arnshaugk    | Burgstall                 | die erhaltene kleine Dorfkirche wird als Burgkapelle angenommen                                               |
|      | Schloss Arnshaugk                                            | Neustadt an der Orla, OT Arnshaugk    | Barockschloss             | bewohnter Bau                                                                                                 |
|      | Schloss Bellevue                                             | Saalburg-Ebersdorf                    |                           | |
|      | Burg Blankenberg                                             | Rosenthal am Rennsteig OT Blankenberg |                           | |
|      | Schloss Brandenstein                                         | Ranis                                 |                           | |
|      | Wasserburg Breitenhain                                       | Neustadt an der Orla OT Breitenhain   |                           | |
|      | Schloss Burgk                                                | Schleiz OT Burgk                      |                           | |
|      | Schloss Crispendorf                                          | Schleiz OT Crispendorf                |                           | |
|      | Schloss Ebersdorf                                            | Saalburg-Ebersdorf                    |                           | |
|      | Heinrichsruher Palais (oder Fürstliches Palais Heinrichsruh) | Schleiz-Heinrichsruh                  | Jagdschloss, Sommerpalais | Ehemals Neuzeitliches Palais der Reuß jüngere Linie von 1808; Marstall mit Turm, Heinrichsruher Park von 1704 |
|      | Schloss Hirschberg (Saale)                                   | Hirschberg                            |                           | |
|      | Rittergut Knau                                               | Neustadt an der Orla OT Knau          |                           | |
|      | Rittergut Kospoda                                            | Kospoda                               |                           | |
|      | Rittergut Lausnitz                                           | Lausnitz bei Neustadt an der Orla     |                           | |
|      | Burg Lobenstein                                              | Bad Lobenstein                        |                           | |
|      | Schloss Lobenstein                                           | Bad Lobenstein                        |                           | |
|      | Schloss Nimritz                                              | Nimritz                               |                           | |
|      | Schloss Neustadt                                             | Neustadt an der Orla                  |                           | |
|      | Orangerie                                                    | Saalburg-Ebersdorf                    |                           | |
|      | Schloss Oberpöllnitz                                         | Triptis                               |                           | |
|      | Schloss Oppurg                                               | Oppurg                                |                           | |
|      | Türkenhof                                                    | Oppurg                                |                           | |
|      | Rittergut Positz                                             | Oppurg OT Kolba                       |                           | |
|      | Burg Ranis                                                   | Ranis                                 |                           | |
|      | Saalburg                                                     | Saalburg-Ebersdorf                    |                           | |
|      | Burg Sankt Ilgenhain                                         | Neustadt an der Orla                  |                           | |
|      | Schloss Schleiz (Burgsiedlung)                               | Schleiz                               |                           | |
|      | Schimmersburg                                                | Langenorla                            |                           | |
|      | Burg Sparnberg                                               | Hirschberg                            |                           | |
|      | Ruine Burg Stein                                             | Pößneck                               |                           | |
|      | Burg Triptis                                                 | Triptis                               |                           | |
|      | Burg Walsburg                                                | Eßbach OT Walsburg                    |                           | |
|      | Jagdschloss Waidmannsheil                                    | Bad Lobenstein                        |                           | |
|      | Schlossruine Wernburg                                        | Wernburg                              |                           | |
|      | Ruine Wysburg                                                | Remptendorf                           |                           | |
|      | Kemenate Ziegenrück                                          | Ziegenrück                            |                           | |

## Landkreis Saalfeld-Rudolstadt
| Bild | Name                                   | Ort / Lage                  | Typ           | Bemerkungen                            |
| ---- | -------------------------------------- | --------------------------- | ------------- | -------------------------------------- |
|      | Altes Schloss Könitz                   | Unterwellenborn             | Motte         | Burgstall, Mottenhügel und Grabenreste |
|      | Schloss Eichicht                       | Kaulsdorf                   |               |                                        |
|      | Burg Eyba                              | Saalfeld/Saale OT Eyba      |               |                                        |
|      | Schloss Friedensburg                   | Leutenberg                  |               |                                        |
|      | Burg Greifenstein                      | Bad Blankenburg             |               |                                        |
|      | Schloss Heidecksburg (Residenzschloss) | Rudolstadt                  |               |                                        |
|      | Burgstelle Herrenhof                   | Probstzella OT Lichtentanne |               |                                        |
|      | Schloss Hirschhügel                    | Uhlstädt-Kirchhasel         |               |                                        |
|      | Schloss Kaulsdorf (Saale)              | Kaulsdorf                   |               |                                        |
|      | Schlösschen Kitzerstein                | Saalfeld/Saale              |               |                                        |
|      | Schloss Kochberg                       | Uhlstädt-Kirchhasel         | Wasserschloss |                                        |
|      | Schloss Ludwigsburg                    | Rudolstadt                  |               |                                        |
|      | Burg Könitz                            | Unterwellenborn             |               |                                        |
|      | Schloss Obernitz                       | Saalfeld/Saale              |               |                                        |
|      | Jagdschloss Paulinzella                | Königsee OT Rottenbach      |               |                                        |
|      | Schloss Saalfeld (Residenzschloss)     | Saalfeld/Saale              |               |                                        |
|      | Burgruine Schauenforst                 | Uhlstädt-Kirchhasel         |               |                                        |
|      | Hoher Schwarm                          | Saalfeld/Saale              |               |                                        |
|      | Schloss Schwarzburg                    | Schwarzburg                 |               |                                        |
|      | Burgstelle Schweinbach                 | Leutenberg OT Schweinbach   |               |                                        |
|      | Burg Weißenburg                        | Uhlstädt-Kirchhasel         |               |                                        |
|      | Schloss Wespenstein                    | Gräfenthal                  |               |                                        |

## Landkreis Schmalkalden-Meiningen
| Bild | Name                                                             | Ort / Lage                                    | Typ  | Bemerkungen |
| ---- | ---------------------------------------------------------------- | --------------------------------------------- | ---- | --- |
|      | Burg Bibra                                                       | Grabfeld OT Bibra                             |      | |
|      | Burg Brotterode                                                  | Brotterode-Trusetal OT Brotterode             |      | |
|      | Kemenate Hermannsfeld                                            | Rhönblick OT Hermannsfeld                     |      | |
|      | Kemenate Helmershausen                                           | Rhönblick OT Helmershausen                    |      | |
|      | Schloss Elisabethenburg                                          | Meiningen                                     |      | |
|      | Schloss Ellingshausen                                            | Ellingshausen                                 |      | |
|      | Jagdschloss Fasanerie                                            | Rhönblick OT Hermannsfeld                     |      | |
|      | Burg Frankenberg                                                 | Schmalkalden OT Helmers                       |      | |
|      | Gelbes Schloss                                                   | Rhönblick OT Helmershausen                    |      | |
|      | Habichtsburg                                                     | Meiningen                                     |      | |
|      | Hallenburg                                                       | Steinbach-Hallenberg                          |      | |
|      | Burg Henneberg                                                   | Meiningen OT Henneberg                        |      | |
|      | Schloss Herrenbreitungen                                         | Breitungen/Werra                              |      | |
|      | Burgruine Hutsburg                                               | Rhönblick OT Helmershausen                    |      | |
|      | Johanniterburg Kühndorf                                          | Kühndorf                                      | Burg | einzige erhaltene gebliebe Johanniterburg im deutschsprachigen Raum, einziges private Objekt der Burgenstraße Thüringens; heute Privatbesitz |
|      | Kemenate Schwallungen                                            | Schwallungen                                  |      | |
|      | Merlinsburg                                                      | Kaltennordheim                                |      | |
|      | Burg Landeswehre                                                 | Meiningen                                     |      | |
|      | Schloss Landsberg                                                | Meiningen                                     |      | |
|      | Burgruine Maienluft                                              | Wasungen                                      |      | |
|      | Burg Meiningen                                                   | Meiningen                                     |      | |
|      | Auerochssches Schloss                                            | Wasungen OT Oepfershausen (1800 abgerissen)   |      | |
|      | Schwarzes Schloss                                                | Wasungen OT Oepfershausen                     |      | |
|      | Kleines Palais                                                   | Meiningen                                     |      | |
|      | Großes Palais                                                    | Meiningen                                     |      | |
|      | Schloss Dreißigacker                                             | Meiningen                                     |      | |
|      | Palais am Prinzenberg                                            | Meiningen                                     |      | |
|      | Schloss Roßdorf                                                  | Roßdorf                                       |      | |
|      | Rotes Schloss                                                    | Rhönblick OT Helmershausen                    |      | |
|      | Burgstall Schloss Ruprechtsburg (Burg Rupberg, castrum Rupberck) | zwischen Zella und Steinbach-Hallenberg       |      | |
|      | Wasserschloss Schwickershausen                                   | Grabfeld OT Schwickershausen                  |      | |
|      | Schwarzes Schloss                                                | Rhönblick OT Helmershausen                    |      | |
|      | Schloss Sinnershausen                                            | Wasungen OT Hümpfershausen                    |      | |
|      | Schloss Sophienlust                                              | Meiningen OT Sülzfeld                         |      | |
|      | Schloss Stolberg                                                 | Schwarza (Nachfolger der Wasserburg Schwarza) |      | |
|      | Unteres Schloss                                                  | Grabfeld OT Bibra                             |      | |
|      | Burgruine Todenwarth                                             | Fambach                                       |      | |
|      | Wasserburg Untermaßfeld                                          | Untermaßfeld                                  |      | |
|      | Burg Wallenburg                                                  | Brotterode-Trusetal OT Trusetal               |      | |
|      | Wasserburg Schwarza                                              | Schwarza (Vorgänger von Schloss Stolberg)     |      | |
|      | Schloss Wilhelmsburg                                             | Schmalkalden                                  |      | |
|      | Jagdschloss Zillbach                                             | Schwallungen-Zillbach                         |      | |
|      | Jagdschloss Oberhof                                              | Oberhof                                       |      | 2020 abgerissen |

## Landkreis Sömmerda
| Bild | Name                      | Ort / Lage                  | Typ             | Bemerkungen |
| ---- | ------------------------- | --------------------------- | --------------- | --- |
|      | Schloss Bachra            | Bachra                      | Schloss         | 1864/65 als Sitz der Familie von Werthern-Bachra errichtet                                                                 |
|      | Schloss Beichlingen       | Kölleda OT Beichlingen Lage | Schloss         | Die Burg Beichlingen wurde das erste Mal im Jahr 1014 erwähnt. Die Burg wurde im Laufe der Jahrhunderte aus- und umgebaut. |
|      | Schloss Eckstedt          | Eckstedt                    | Schloss         | |
|      | Schloss Gebesee           | Gebesee                     | Schloss         | |
|      | Schloss Großneuhausen     | Großneuhausen               | Schloss         | ab 1948 abgerissen |
|      | Schloss Kannawurf         | Kindelbrück OT Kannawurf    | Schloss         | |
|      | Wasserburg Markvippach    | Markvippach                 | Wasserburg      | |
|      | Altes Schloss             | Markvippach                 | Schloss         | nach 1945 abgerissen |
|      | Wasserschloss Ostramondra | Ostramondra                 | Schloss         | |
|      | Raspenburg                | Rastenberg                  | Burgstall/Ruine | |
|      | Runneburg                 | Weißensee                   | Burg            | |
|      | Schloss Schilfa           | Gangloffsömmern OT Schilfa  | Schloss         | 1948 abgerissen |
|      | Schloss Straußfurt        | Straußfurt                  | Schloss         | nach 1945 abgerissen |
|      | Burgstelle Tafelberg      | Udestedt                    | Burgstelle      | |
|      | Burgruine Teutleben       | Buttstädt OT Teutleben      |                 | |
|      | Wasserburg Ollendorf      | Ollendorf                   |                 | |
|      | Schloss Hardisleben       | Buttstädt OT Hardisleben    |                 | |
|      | Schloss Vippach           | Schloßvippach               |                 | 1948 abgerissen |

## Landkreis Sonneberg
| Bild | Name                                      | Ort / Lage                          | Typ | Bemerkungen |
| ---- | ----------------------------------------- | ----------------------------------- | --- | ----------- |
|      | Schloss Almerswind                        | Schalkau                            |     |             |
|      | Schloss Effelder                          | Frankenblick OT Effelder            |     |             |
|      | Rittergut Ehnes                           | Schalkau                            |     |             |
|      | Burgstelle Grub                           | Schalkau OT Bachfeld                |     |             |
|      | Schloss Mupperg                           | Föritztal OT Mupperg                |     |             |
|      | Burg Neuhaus                              | Föritztal OT Neuhaus-Schierschnitz  |     |             |
|      | Schloss Neuhaus                           | Föritztal OT Neuhaus-Schierschnitz  |     |             |
|      | Schloss Oberlind                          | Sonneberg OT Oberlind (eingeebnet)  |     |             |
|      | Burgruine Rauenstein                      | Frankenblick OT Rauenstein          |     |             |
|      | Neues Schloss Rauenstein                  | Frankenblick OT Rauenstein          |     |             |
|      | Burgruine Schaumberg                      | Schalkau                            |     |             |
|      | Burg Sonneberg                            | Sonneberg                           |     |             |
|      | Schloss Unterlind                         | Sonneberg OT Unterlind              |     |             |
|      | keltische Wallanlage „Auf dem Herrenberg“ | Neuhaus am Rennweg OT Siegmundsburg |     |             |

## Unstrut-Hainich-Kreis
| Bild | Name                              | Ort / Lage                                                         | Typ | Bemerkungen                                                              |
| ---- | --------------------------------- | ------------------------------------------------------------------ | --- | ------------------------------------------------------------------------ |
|      | Alte Burg                         | Mühlhausen/Thüringen OT Eigenrieden                                |     |                                                                          |
|      | Alte Schanze                      | Nottertal-Heilinger Höhen OT Schlotheim                            |     |                                                                          |
|      | Schloss Altengottern              | Unstrut-Hainich OT Altengottern                                    |     |                                                                          |
|      | Schloss Bischofstein              | Südeichsfeld OT Lengenfeld unterm Stein                            |     |                                                                          |
|      | Burg Mühlhausen                   | Mühlhausen/ Thüringen                                              |     |                                                                          |
|      | Schloss Dryburg                   | Bad Langensalza                                                    |     |                                                                          |
|      | Wallburg Diemarsburg (Thiemsburg) | Unstrut-Hainich OT Alterstedt (Eingang zum Baumkronenpfad Hainich) |     | abgerissen                                                               |
|      | Friederiken- Schlösschen          | Bad Langensalza                                                    |     |                                                                          |
|      | Reichsburg Volkenroda             | Körner OT Volkenroda                                               |     |                                                                          |
|      | Schloss Goldacker                 | Unstrut-Hainich OT Weberstedt                                      |     |                                                                          |
|      | Burg Görmar                       | Mühlhausen/Thüringen OT Görmar                                     |     |                                                                          |
|      | Schloss Großvargula               | Großvargula                                                        |     | Sommerfeldsches Schloss auf Resten der ehem. Wasserburg                  |
|      | Schloss Hallungen                 | Südeichsfeld OT Hallungen                                          |     |                                                                          |
|      | Harstallsches Schloss             | Südeichsfeld OT Diedorf                                            |     |                                                                          |
|      | Schlossruine Herbsleben           | Herbsleben                                                         |     |                                                                          |
|      | Homburg                           | Bad Langensalza                                                    |     |                                                                          |
|      | Hünenburg                         | Unstrut-Hainich OT Flarchheim                                      |     |                                                                          |
|      | Schloss Keudelstein               | Südeichsfeld OT Hildebrandshausen                                  |     | 1948–1978 abgerissen                                                     |
|      | Schloss Kleinballhausen           | Ballhausen OT Kleinballhausen                                      |     | Herrenhaus eines ehemaligen Rittergutes, Ökonomiegebäude und Schlosspark |
|      | Burg Körner                       | Körner                                                             |     |                                                                          |
|      | Schlösschen am Peterhof           | Mühlhausen/ Thüringen                                              |     |                                                                          |
|      | Komthurhof Nägelstedt             | Bad Langensalza OT Nägelstedt                                      |     |                                                                          |
|      | Schloss Neunheilingen             | Nottertal-Heilinger Höhen OT Neunheilingen                         |     |                                                                          |
|      | Burg Oppershausen                 | Oppershausen                                                       |     |                                                                          |
|      | Schloss Schlotheim                | Nottertal-Heilinger Höhen OT Schlotheim                            |     |                                                                          |
|      | Burg Seebach                      | Mühlhausen/Thüringen OT Seebach                                    |     |                                                                          |
|      | Sommerstein                       | Vogtei OT Niederdorla                                              |     |                                                                          |
|      | Burg Stein                        | Südeichsfeld OT Lengenfeld unterm Stein                            |     |                                                                          |
|      | Burg Tennstedt                    | Bad Tennstedt                                                      |     |                                                                          |
|      | Burg Thamsbrück                   | Bad Langensalza                                                    |     |                                                                          |
|      | Schloss Tottleben                 | Tottleben                                                          |     | Sitz des gleichn. Freiherrngeschl.?                                      |
|      | Burgruine Ufhoven                 | Bad Langensalza                                                    |     |                                                                          |

## Wartburgkreis
| Bild | Name                                                  | Ort / Lage                                                                          | Typ                         | Bemerkungen |
| ---- | ----------------------------------------------------- | ----------------------------------------------------------------------------------- | --------------------------- | --- |
|      | Burg Altenstein                                       | Bad Liebenstein                                                                     |                             | |
|      | Schloss Altenstein                                    | Bad Liebenstein                                                                     |                             | |
|      | Alte Burg                                             | Berka vor dem Hainich                                                               |                             | |
|      | Burgstelle Altenburg                                  | Nazza                                                                               |                             | |
|      | Palais Bechtolsheim                                   | Eisenach Lage                                                                       | Kanzlerpalais am Jakobsplan | |
|      | Schloss Behringen                                     | Hörselberg-Hainich OT Behringen                                                     |                             | |
|      | Kirchenburg Berka                                     | Werra-Suhl-Tal OT Berka/Werra                                                       |                             | |
|      | Schloss Berka                                         | Berka vor dem Hainich                                                               |                             | |
|      | Schloss Berteroda                                     | Eisenach Lage                                                                       | Schloss                     | |
|      | Schloss Bischofroda                                   | Bischofroda                                                                         |                             | |
|      | Burgstelle Bocksberg                                  | Schleid (Rhön)                                                                      |                             | |
|      | Ruine Brandenburg                                     | Gerstungen OT Lauchröden                                                            |                             | |
|      | Burg Breitenbach                                      | Werra-Suhl-Tal OT Hausbreitenbach                                                   |                             | |
|      | Schloss Buttlar                                       | Buttlar                                                                             | Wasserburg, später Schloss  | erhalten |
|      | Charlottenburg                                        | Eisenach Lage                                                                       | Schloss                     | |
|      | Burg Creuzburg                                        | Amt Creuzburg OT Creuzburg                                                          |                             | |
|      | Schloss Dermbach                                      | Dermbach                                                                            |                             | |
|      | Schloss Dippach                                       | Werra-Suhl-Tal OT Dippach                                                           |                             | |
|      | Eisenacher Burg                                       | Eisenach Lage                                                                       | Ruine                       | |
|      | Alte Residenz, Steinhof, heute Residenzhaus Esplanade | Eisenach                                                                            |                             | |
|      | Eisenacher Stadtschloss                               | Eisenach Lage                                                                       | Schloss                     | |
|      | Kirchenburg Ettenhausen                               | Bad Salzungen OT Ettenhausen a.d. Suhl                                              |                             | |
|      | Schloss Farnroda                                      | Wutha-Farnroda                                                                      |                             | |
|      | Wasserburg Farnroda                                   | Wutha-Farnroda                                                                      |                             | |
|      | Schloss Feldeck                                       | Krayenberggemeinde OT Dietlas                                                       |                             | |
|      | Schloss Fischbach                                     | Eisenach Lage                                                                       | Schloss                     | |
|      | Burgruine Fischberg                                   | Kaltennordheim OT Klings (Landkreis Schmalkalden-Meiningen) und Dermbach OT Diedorf |                             | |
|      | Fischernsches Schloss                                 | Bad Liebenstein                                                                     |                             | |
|      | Burg Frankenstein                                     | Bad Salzungen                                                                       |                             | |
|      | Schloss Frauensee                                     | Bad Salzungen OT Frauensee                                                          |                             | |
|      | Schloss Gehaus                                        | Dermbach OT Gehaus                                                                  |                             | |
|      | Schloss Geisa                                         | Geisa                                                                               |                             | |
|      | Schloss Gerstungen                                    | Gerstungen                                                                          |                             | |
|      | Schloss Glücksbrunn                                   | Bad Liebenstein OT Schweina                                                         |                             | |
|      | Graues Schloss                                        | Amt Creuzburg OT Mihla                                                              |                             | |
|      | Burgruine Haineck                                     | Nazza                                                                               |                             | |
|      | Schloss Haunscher Hof                                 | Bad Salzungen                                                                       |                             | |
|      | Schloss Herda                                         | Werra-Suhl-Tal OT Herda                                                             |                             | |
|      | Jagdschloss Hohe Sonne                                | Eisenach                                                                            | Jagdschloss                 | |
|      | Burg Hornsberg                                        | Werra-Suhl-Tal OT Dankmarshausen                                                    |                             | |
|      | Hüneburg                                              | Treffurt OT Schnellmannshausen                                                      | Ringwallanlage, Wallburg    | Erste Siedlungsspuren im Bereich entstammen der vorrömischen Eisenzeit (Kelten?), in den späten 1930er Jahren Siedlungsgruben und Kleinfunde untersucht. Im Hochmittelalter als eine Befestigungsanlage der Ritter von Treffurt. Halbkreisförmige Wall-/Grabenreste von Nordwesten nach Süden; im Norden und Osten rechtwinklig durch Steilabbrüche des Bergplateaus geschützt. Ob eine davor liegende turmhügelartige Erhöhung mit kreisrunden Grabenresten (ca. 13 m Durchmesser) ebenfalls als Befestigung anzusprechen ist, können nur Ausgrabungen zeigen. |
|      | Burg Kahlenberg                                       | Wutha-Farnroda OT Kahlenberg                                                        |                             | |
|      | Kemenate Lauchröden                                   | Gerstungen OT Lauchröden                                                            | Kemenate                    | |
|      | Keudelsches Schloss                                   | Treffurt OT Falken                                                                  |                             | |
|      | Jagdhaus Kissel                                       | Bad Salzungen OT Waldfisch                                                          |                             | |
|      | Wasserburg Klemme                                     | Eisenach                                                                            | Wasserburg                  | |
|      | Schloss Krauthausen                                   | Krauthausen                                                                         |                             | |
|      | Krayenburg                                            | Bad Salzungen OT Tiefenort                                                          |                             | |
|      | Schloss Leimbach                                      | Leimbach                                                                            |                             | |
|      | Burgruine Liebenstein                                 | Bad Liebenstein                                                                     |                             | |
|      | Wasserburg und Schloss Madelungen                     | Eisenach                                                                            | Bodendenkmal/ Ruine         | Bodendenkmal (Gebäude wurden um 1947 abgebrochen) |
|      | Malittenburg                                          | Eisenach                                                                            | Bodendenkmal/ Ruine         | |
|      | Marienthaler Schlösschen                              | Bad Liebenstein OT Schweina                                                         |                             | |
|      | Burgruine Markgrafenstein                             | Bad Liebenstein                                                                     |                             | |
|      | Schloss Marksuhl                                      | Gerstungen OT Marksuhl                                                              |                             | |
|      | Metilstein                                            | Eisenach                                                                            | Bodendenkmal/ Ruine         | |
|      | Schloss Nazza                                         | Nazza                                                                               |                             | |
|      | Schloss Neuenhof                                      | Neuenhof Lage                                                                       | Schloss                     | |
|      | Schloss Neuscharfenberg                               | Hörselberg-Hainich OT Wenigenlupnitz                                                |                             | |
|      | Burg Normannstein                                     | Treffurt                                                                            |                             | |
|      | Schloss Oberellen                                     | Gerstungen OT Oberellen                                                             |                             | |
|      | Palais Weimar                                         | Bad Liebenstein                                                                     |                             | |
|      | Alter Ringelstein                                     | Bad Salzungen OT Waldfisch                                                          |                             | |
|      | Neuer Ringelstein                                     | Bad Salzungen OT Waldfisch                                                          |                             | |
|      | Burg Rockenstuhl                                      | Schleid                                                                             |                             | |
|      | Rotes Schloss                                         | Amt Creuzburg OT Mihla                                                              |                             | |
|      | Burgstelle Rudolfstein                                | Eisenach Lage                                                                       | Bodendenkmal/ Ruine         | |
|      | Jagdschloss Rühler Häuschen                           | Ruhla                                                                               |                             | |
|      | Scharfenburg                                          | Ruhla OT Thal                                                                       |                             | |
|      | Schnepfenburg                                         | Bad Salzungen                                                                       |                             | |
|      | Schöneburg                                            | Oechsen                                                                             |                             | |
|      | Schwarzes Schloss (Lauchröden)                        | Gerstungen OT Lauchröden                                                            |                             | |
|      | Burg Lengsfeld                                        | Dermbach OT Stadtlengsfeld                                                          |                             | |
|      | Wasserburg Stedtfeld                                  | Eisenach OT Stedtfeld                                                               | Bodendenkmal                | Im 15. Jahrhundert baufällig und nach und nach abgebrochen, im Bereich der Vorburg entstanden das Untere und das Obere Schloss |
|      | Steinstock (Stedtfeld)                                | Eisenach OT Stedtfeld                                                               | Burg/Ruine                  | Zum Burgareal gehörte auch die St. Margarethenkirche. |
|      | Unteres Schloss                                       | Eisenach OT Stedtfeld                                                               | Schloss                     | (Erstes) Wohnschloss der Familie Boyneburgk, zugleich das heutige Schloss mit Heimatmuseum. Der nördliche Teil der Schlossanlage wurde nach 1995 abgebrochen. |
|      | Oberes Schloss                                        | Eisenach OT Stedtfeld                                                               | Schloss/Ruine               | (Zweites) Wohnschloss mit Gutshof der Fam. Boyneburgk. Etwa 1995 wurde das verwahrloste Schloss abgebrochen, ein Wirtschaftsgebäude blieb erhalten |
|      | Neues Schloss                                         | Eisenach OT Stedtfeld                                                               | Schlossartige Villa         | (Drittes) Wohnschloss der Familie Boyneburgk, am Ostrand des Dorfes beim Gutshof um 1870 erbaut. |
|      | Stein’sches Schloss                                   | Barchfeld-Immelborn OT Barchfeld                                                    |                             | |
|      | Burgstelle Schlösschen                                | Bad Salzungen                                                                       |                             | |
|      | Burgstelle Schlösschen                                | Bad Salzungen OT Tiefenort                                                          |                             | |
|      | Burgstelle Schlösschen                                | Bad Salzungen OT Unterrohn                                                          |                             | |
|      | Schloss Tüngeda                                       | Hörselberg-Hainich OT Tüngeda                                                       |                             | |
|      | Schloss Unterellen                                    | Gerstungen OT Unterellen                                                            |                             | |
|      | Schloss Pflugensberg                                  | Eisenach Lage                                                                       | Schloss                     | bis 2011 Sitz der Evangelisch-Lutherischen Kirche in Thüringen |
|      | Schloss Völkershausen                                 | Vacha OT Völkershausen                                                              |                             | |
|      | Wartburg                                              | Eisenach Lage                                                                       | Burg                        | Die Wartburg wurde um 1067 von Ludwig dem Springer gegründet. Seit 1999 gehört die Burg zum UNESCO-Weltkulturerbe. |
|      | Schloss Weilar                                        | Weilar                                                                              |                             | |
|      | Burg Wendelstein                                      | Vacha                                                                               |                             | |
|      | Schloss Wilhelmsburg                                  | Barchfeld-Immelborn OT Barchfeld                                                    |                             | |
|      | Schloss Wilhelmsthal                                  | Gerstungen OT Marksuhl                                                              |                             | |
|      | Schloss Wildprechtroda                                | Bad Salzungen OT Wildprechtroda                                                     |                             | |
|      | Burgstelle Wittgenstein                               | Wutha-Farnroda                                                                      |                             | |

## Landkreis Weimarer Land
| Bild | Name                             | Ort / Lage                       | Typ                          | Bemerkungen |
| ---- | -------------------------------- | -------------------------------- | ---------------------------- | --- |
|      | Altes Schloss                    | Bad Berka                        | ehemalige Höhenburg          | |
|      | Schloss Auerstedt                | Bad Sulza OT Auerstedt           | Herrenhaus                   | |
|      | Schloss Apolda                   | Apolda                           |                              | |
|      | Blankenhainer Schloss            | Blankenhain                      |                              | |
|      | Brunfthof (Wallanlage)           | Ettersburg                       |                              | |
|      | Felsenburg Buchfart              | Buchfart                         |                              | |
|      | Burg Denstedt                    | Ilmtal-Weinstraße OT Kromsdorf   |                              | |
|      | Burg Drößnitz                    | Blankenhain OT Drößnitz          |                              | |
|      | Schloss Ettersburg               | Ettersburg                       |                              | |
|      | Heinrichsburg (auch Himmelsburg) | Mellingen                        | Burgstall einer Höhenburg    | Ausgrabungen zu Beginn des 20. Jahrhunderts ergaben Reste von Umfassungsmauern sowie ur- und frühgeschichtliche Funde (Silices, Keramik, eine Urne und Reitersporen); Zuweisungen zu den Herren von Mellingen (Meldingen) unsicher, da hochmittelalterliche Funde fehlen.                               |
|      | Gutshaus Isseroda (Schloss)      | Isseroda                         |                              | |
|      | Kaffenburg                       | Kranichfeld OT Barchfeld         | Wallanlage                   | |
|      | Burg auf dem Kapellenberg        | Mellingen                        | Burgstall einer Höhenburg    | Ausgrabungen von 2000 bis 2004 ergaben eine Erbauung Ende des 11. Jahrhunderts (Ringmauer, Gebäude, Bergfried), 1137 urkundlich, eine Zerstörung um 1175 und eine 2. Bauphase um 1200; Funde bis ins 13. Jahrhundert; 1448 zerstört; vermutlich im Besitz der Herren von Mellingen (Meldingen) gewesen. |
|      | Wasserburg Kapellendorf          | Kapellendorf                     |                              | |
|      | Niederburg Kranichfeld           | Kranichfeld                      |                              | |
|      | Oberschloss Kranichfeld          | Kranichfeld                      |                              | |
|      | Ordensburg Liebstedt             | Ilmtal-Weinstraße OT Liebstedt   |                              | |
|      | Schloss Kromsdorf                | Ilmtal-Weinstraße OT Kromsdorf   |                              | |
|      | Larvenburg                       | Grammetal OT Isseroda            |                              | Die Larvenburg wird auch Lauenburg genannt. |
|      | Wasserburg Magdala               | Magdala                          |                              | |
|      | Burg Niederroßla                 | Ilmtal-Weinstraße OT Niederroßla |                              | |
|      | Schloss Niederroßla              | Ilmtal-Weinstraße OT Niederroßla |                              | 1947 abgerissen |
|      | Oetternburg                      | Oettern                          | Wallanlage                   | |
|      | Schleussenburg                   | Kranichfeld                      | Wallanlage                   | |
|      | Burg Tannroda                    | Bad Berka OT Tannroda            |                              | |
|      | Schloss Thangelstedt             | Blankenhain OT Thangelstedt      |                              | |
|      | Schloss Tonndorf                 | Tonndorf                         |                              | |
|      | Rittergut Tromlitz               | Blankenhain OT Tromlitz          |                              | |
|      | Das Wahl                         | Am Ettersberg OT Berlstedt       | Burghügel                    | |
|      | Wielandgut                       | Ilmtal-Weinstraße OT Oßmannstedt | Rittergut, früher Wasserburg | |
|      | Enzenburg (Wallanlage)           | Kranichfeld                      |                              | |
|      | Forsthaus Willroda               | Klettbach                        |                              | |